# Priemjer Ligasy (2017)
Priemjer Ligasy 2017 była 26. edycją najwyższej klasy rozgrywkowej piłki nożnej w Kazachstanie. Liga liczyła 12 zespołów. Rozgrywki rozpoczęły się 8 marca, a zakończyły się 5 listopada 2017 roku. Tytuł obroniła drużyna FK Astana.

## Format
W sezonie 2017 doszło do zmiany formatu rozgrywek. Zrezygnowano z podziału rozgrywek na fazę zasadniczą i finałową. Zamiast tego drużyny rozegrały 33 kolejki meczów systemem kołowym. Terminarz układany był tak, aby każdy zespół zagrał co najmniej jeden mecz u siebie i jeden na wyjeździe.

## Drużyny
Po sezonie 2016 z Priemjer Ligasy spadł 12 w tabeli Żetysu Tałdykorgan. W barażach o Priemjer Ligasy zagrał 11. zespół ligi – FK Taraz – z 2. drużyną Byrynszy liga – Ałtajem Semej. Ałtaj wygrał 3:0 dzięki czemu początkowo miał awansować do Priemjer Ligasy. 3 lutego 2017 komisja ligi poinformowała o nieprzyznaniu Ałtajowi licencji na występy w najwyższej klasie rozgrywkowej, przez co obie drużyny pozostały na swoich dotychczasowych poziomach rozgrywkowych.
| Uczestnicy poprzedniej edycji | Uczestnicy poprzedniej edycji | Uczestnicy poprzedniej edycji | Uczestnicy poprzedniej edycji |
| --- | ----------------------------- | ----------------------------- | ----------------------------- |
| AST | FK Astana                     | Astana                        | 1                             |
| KRT | Kajrat Ałmaty                 | Ałmaty                        | 2                             |
| JER | Irtysz Pawłodar               | Pawłodar                      | 3                             |
| ORD | Ordabasy Szymkent             | Szymkent                      | 4                             |
| OKO | Okżetpes Kokczetaw            | Kokczetaw                     | 5                             |
| AKT | Aktöbe FK                     | Aktöbe                        | 6                             |
| TOB | Toboł Kustanaj                | Kustanaj                      | 7                             |
| ATY | FK Atyrau                     | Atyrau                        | 8                             |
| SZK | Szachtior Karaganda           | Karaganda                     | 9                             |
| AKŻ | Akżajyk Orał                  | Orał                          | 10                            |
| TAR | FK Taraz                      | Taraz                         | 11                            |
| Awans z Byrynszy liga 2016 |                               |                               |                               |
| KSR | Kajsar Kyzyłorda              | Kyzyłorda                     | 1                             |
| Oznaczenia: - kolumna pierwsza – skróty nazw drużyn, - kolumna trzecia – siedziba klubu, - kolumna czwarta – miejsce zajęte w poprzednim sezonie. |                               |                               |                               |

## Tabela
| Lp. | Drużyna                | M  | Z  | R  | P  | B+ | B– | +/– | Pkt | Kwalifikacja lub spadek                     |
| --- | ---------------------- | -- | -- | -- | -- | -- | -- | --- | --- | ------------------------------------------- |
| 1   | Astana (M)             | 33 | 25 | 4  | 4  | 74 | 21 | +53 | 79  | Liga Mistrzów UEFA • I runda kwalifikacyjna |
| 2   | Kajrat Ałmaty (P)      | 33 | 23 | 9  | 1  | 75 | 28 | +47 | 78  | Liga Europy UEFA • I runda kwalifikacyjna   |
| 3   | Ordabasy Szymkent      | 33 | 18 | 4  | 11 | 44 | 37 | +7  | 58  |                                             |
| 4   | Irtysz Pawłodar        | 33 | 12 | 12 | 9  | 35 | 32 | +3  | 48  | Liga Europy UEFA • I runda kwalifikacyjna   |
| 5   | Toboł Kustanaj         | 33 | 12 | 11 | 10 | 36 | 26 | +10 | 47  | Liga Europy UEFA • I runda kwalifikacyjna   |
| 6   | Kajsar Kyzyłorda       | 33 | 11 | 9  | 13 | 30 | 36 | −6  | 42  |                                             |
| 7   | Szachtior Karaganda    | 33 | 12 | 4  | 17 | 36 | 50 | −14 | 40  |                                             |
| 8   | Atyrau                 | 33 | 10 | 8  | 15 | 34 | 54 | −20 | 35  |                                             |
| 9   | Aktöbe                 | 33 | 8  | 9  | 16 | 38 | 46 | −8  | 33  |                                             |
| 10  | Akżajyk Orał (B, O)    | 33 | 7  | 9  | 17 | 29 | 47 | −18 | 30  | baraż o utrzymanie                          |
| 11  | Taraz (S)              | 33 | 8  | 8  | 17 | 29 | 50 | −21 | 26  | spadek do Byrynszy liga                     |
| 12  | Okżetpes Kokczetaw (S) | 33 | 7  | 3  | 23 | 28 | 61 | −33 | 24  | spadek do Byrynszy liga                     |

1. ↑  Ordabasy Szymkent po zajęciu 3. miejsca w tabeli miał zagrać w kwalifikacjach do Ligi Europy UEFA, ale nie przyznano im licencji. Ich miejsce w kwalifikacjach przejął Toboł Kustanaj[4].
2. ↑  FK Atyrau zaczął sezon z karą -9 punktów za zaległości finansowe wobec ich byłego trenera Zorana Filipovicia i piłkarza Jonathasa[5]. 24 kwietnia 2017 przywrócono im 6 z 9 odjętych punktów, po tym, jak uregulowali swoje zaległości wobec trenera, natomiast 3 ujemne punkty przyznane za zaległości wobec Jonathasa pozostały na ich koncie[6].
3. ↑  FK Taraz ukarano odjęciem 6 punktów za zaległości finansowe wobec ich byłego piłkarza Odibory Odity[7].

## Wyniki
| Gospodarz \ Gość    | AKT | AKZ | AST | ATY | IRT | KRT | KSR | OKZ | ORD | SHA | TAR | TOB | AKT | AKZ | AST | ATY | IRT | KRT | KSR | OKZ | ORD | SHA | TAR | TOB |
| ------------------- | --- | --- | --- | --- | --- | --- | --- | --- | --- | --- | --- | --- | --- | --- | --- | --- | --- | --- | --- | --- | --- | --- | --- | --- |
| Aktöbe              |     | 1–1 | 2–4 | 1–0 | 1–2 | 1–2 | 1–1 | 3–0 | 0–1 | 0–1 | 1–1 | 1–3 |     | —   | 0–3 | —   | —   | —   | 0–1 | —   | 2–0 | 2–0 | —   | 1–0 |
| Akżajyk Orał        | 2–2 |     | 0–2 | 2–2 | 0–1 | 0–1 | 1–0 | 1–1 | 1–2 | 3–1 | 2–2 | 1–0 | 2–2 |     | —   | 1–0 | —   | —   | 0–0 | 2–0 | —   | 1–2 | —   | —   |
| Astana              | 3–0 | 3–1 |     | 4–0 | 2–0 | 1–1 | 2–0 | 3–0 | 1–0 | 4–1 | 4–0 | 2–0 | —   | 2–0 |     | 7–0 | 2–1 | 0–2 | —   | 4–0 | —   | —   | 2–0 | —   |
| Atyrau              | 2–0 | 2–0 | 0–1 |     | 0–1 | 2–1 | 1–0 | 2–1 | 2–2 | 3–3 | 1–3 | 1–0 | 2–2 | —   | —   |     | 0–0 | 0–1 | —   | —   | —   | 3–1 | 3–2 | —   |
| Irtysz Pawłodar     | 1–3 | 2–1 | 1–1 | 1–1 |     | 3–3 | 1–0 | 0–0 | 0–1 | 1–2 | 5–2 | 0–1 | 1–1 | 0–1 | —   | —   |     | 1–1 | 0–0 | —   | —   | 1–0 | —   | 1–2 |
| Kajrat Ałmaty       | 1–0 | 4–1 | 3–0 | 1–1 | 1–1 |     | 1–1 | 2–2 | 3–0 | 4–1 | 4–0 | 2–0 | 3–2 | 2–1 | —   | —   | —   |     | 3–1 | —   | 5–1 | 3–1 | —   | 2–0 |
| Kajsar Kyzyłorda    | 3–2 | 0–0 | 0–3 | 2–0 | 1–1 | 1–2 |     | 1–0 | 0–1 | 2–1 | 2–1 | 0–0 | —   | —   | 1–4 | 4–1 | —   | —   |     | 2–1 | 1–1 | —   | —   | 1–0 |
| Okżetpes Kokczetaw  | 2–1 | 2–1 | 0–3 | 1–0 | 0–2 | 2–3 | 3–1 |     | 1–2 | 0–2 | 0–1 | 1–0 | 0–2 | —   | —   | 1–2 | 1–2 | 0–1 | —   |     | —   | —   | 2–1 | —   |
| Ordabasy Szymkent   | 2–1 | 3–0 | 3–0 | 1–1 | 0–1 | 0–2 | 1–0 | 2–1 |     | 1–0 | 3–0 | 1–2 | —   | 3–2 | 2–1 | 2–0 | 1–2 | —   | —   | 3–2 |     | —   | 1–0 | —   |
| Szachtior Karaganda | 0–2 | 1–0 | 1–2 | 2–0 | 0–1 | 1–4 | 0–1 | 1–0 | 1–2 |     | 0–1 | 1–1 | —   | —   | 0–1 | —   | —   | —   | 2–1 | 2–1 | 2–1 |     | —   | 1–1 |
| Taraz               | 1–1 | 0–0 | 0–1 | 1–2 | 2–0 | 0–0 | 2–1 | 0–1 | 2–1 | 0–0 |     | 1–0 | 1–0 | 0–1 | —   | —   | 1–1 | 1–5 | 0–1 | —   | —   | 2–3 |     | —   |
| Toboł Kustanaj      | 0–0 | 2–0 | 1–1 | 3–0 | 0–0 | 2–2 | 0–0 | 5–1 | 1–0 | 1–2 | 1–0 |     | —   | 2–0 | 1–1 | 2–0 | —   | —   | —   | 4–1 | 0–0 | —   | 1–1 |     |

## Baraż o utrzymanie
W barażach o Priemjer Ligasy zagrał 10. zespół ligi – Akżajyk Orał – z 4. drużyną Byrynszy liga  – Maqtaaralem Atakent (3. w tabeli rezerwy Kajrata Ałmaty nie mogły awansować do Priemjer Ligasy, ponieważ grała tam już ich pierwsza drużyna). Akżajyk wygrał 2:1 dzięki czemu obie drużyny pozostały na swoich dotychczasowych poziomach rozgrywkowych.
| 9 listopada 2017 | Akżajyk              | 2:1   | Maqtaaral    |                      |
| 12:00 CEST       | Dudczenko 45+1', 86' | (1:1) | 31' Czułagow | Astana Arena, Astana |

## Najlepsi strzelcy
| Bramki | Strzelcy           | Drużyna             |
| ------ | ------------------ | ------------------- |
| 24     | Gerard Gohou       | Kajrat Ałmaty       |
| 19     | Junior Kabananga   | FK Astana           |
| 13     | Patrick Twumasi    | FK Astana           |
| 11     | Bauyrżan Isłamchan | Kajrat Ałmaty       |
| 10     | Milan Stojanović   | Szachtior Karaganda |
| 10     | Aleksiej Szczetkin | Toboł Kustanaj      |
| 9      | Tangat Nöserbajew  | Ordabasy Szymkent   |
| 9      | Ihar Ziańkowicz    | Aktöbe FK           |
| 8      | Srđan Grahovac     | FK Astana           |
| 8      | Isael              | Kajrat Ałmaty       |

Źródło: